# 利沃夫
利維夫（烏克蘭語：Львів，羅馬化：Lviv，發音：[lʲwiu̯] ⓘ），舊稱倫貝格或倫堡（德語：Lemberg，直译：「獅城」），是烏克蘭利沃夫州首府以及西部主要城市、全国第六大城市。人口680,482人（2024年），其中乌克兰人占88%，俄罗斯人占8%，波兰人占1%，另外每天有20万人从郊区进城上班。
利沃夫始建于1256年，曾为加利西亞－沃里尼亞王國的首都，1349年被并入波兰，并一度成为波兰立陶宛联邦的第二大城市。1772年，伴随着瓜分波兰的狂潮，利沃夫改隶属奥地利，并成为其治理下的加利西亚和洛多梅里亚王国的首府。第一次世界大战后，短命的西乌克兰人民共和国也以这里为统治中心，之后，这座城市再度回归波兰。1939年德苏联合入侵波兰以后，利沃夫成为苏联的领土，直到1991年苏联解体，乌克兰获得独立。
利沃夫是加利西亚地区的历史中心，也是乌克兰西部主要的工业与文化教育中心，拥有许多大型工厂、乌克兰最古老的大学和著名的利沃夫歌剧与芭蕾舞剧院，也有著眾多的劇場和博物館。利沃夫的舊城區拥有许多珍贵的建筑，已被列为世界文化遺產。利沃夫也是烏克蘭民族文化的中心之一。

## 地理

### 位置
利沃夫位于Roztocze高地的边缘，距离波兰边境大约70千米，距离东喀尔巴阡山脉大约160千米。利沃夫的平均海拔为296米，市内也有一些地形起伏。全市的最高点为“利沃夫高堡”（Vysokyi Zamok），海拔409米。在高堡可以居高临下地俯瞰市中心极其有特色的绿色穹顶教堂和错综复杂的建筑。
城墙包围的老城位于高堡山脚下，波爾特瓦河畔。13世纪，当地人民开始运用河流运输货物。20世纪初，河流被污染，市区河段被覆盖。利沃夫的中心街道自由大街（Prospect Svobody）就位于原来河道的右岸，街上有著名的利沃夫歌剧芭蕾舞剧院。

### 气候
利沃夫的气候属于温带大陆性湿润气候，冬冷夏热。最冷的1月平均气温为攝氏零下3度，而最热的7月平均气温为摄氏18度。年降水量为660毫米，大多集中在夏季。年平均日照时数约为1,804小时。
| 利沃夫（1991年至2020年，极端数据1936年至今）气候数据             | 利沃夫（1991年至2020年，极端数据1936年至今）气候数据 | 利沃夫（1991年至2020年，极端数据1936年至今）气候数据 | 利沃夫（1991年至2020年，极端数据1936年至今）气候数据 | 利沃夫（1991年至2020年，极端数据1936年至今）气候数据 | 利沃夫（1991年至2020年，极端数据1936年至今）气候数据 | 利沃夫（1991年至2020年，极端数据1936年至今）气候数据 | 利沃夫（1991年至2020年，极端数据1936年至今）气候数据 | 利沃夫（1991年至2020年，极端数据1936年至今）气候数据 | 利沃夫（1991年至2020年，极端数据1936年至今）气候数据 | 利沃夫（1991年至2020年，极端数据1936年至今）气候数据 | 利沃夫（1991年至2020年，极端数据1936年至今）气候数据 | 利沃夫（1991年至2020年，极端数据1936年至今）气候数据 | 利沃夫（1991年至2020年，极端数据1936年至今）气候数据 |
| 月份                                                             | 1月                                                  | 2月                                                  | 3月                                                  | 4月                                                  | 5月                                                  | 6月                                                  | 7月                                                  | 8月                                                  | 9月                                                  | 10月                                                 | 11月                                                 | 12月                                                 | 全年                                                 |
| ---------------------------------------------------------------- | ---------------------------------------------------- | ---------------------------------------------------- | ---------------------------------------------------- | ---------------------------------------------------- | ---------------------------------------------------- | ---------------------------------------------------- | ---------------------------------------------------- | ---------------------------------------------------- | ---------------------------------------------------- | ---------------------------------------------------- | ---------------------------------------------------- | ---------------------------------------------------- | ---------------------------------------------------- |
| 历史最高温 °C（°F）                                              | 13.8 (56.8)                                          | 17.7 (63.9)                                          | 22.4 (72.3)                                          | 28.9 (84.0)                                          | 32.2 (90.0)                                          | 33.4 (92.1)                                          | 36.3 (97.3)                                          | 35.6 (96.1)                                          | 34.5 (94.1)                                          | 25.6 (78.1)                                          | 21.6 (70.9)                                          | 16.5 (61.7)                                          | 36.3 (97.3)                                          |
| 平均高温 °C（°F）                                                | 0.2 (32.4)                                           | 2.0 (35.6)                                           | 7.0 (44.6)                                           | 14.5 (58.1)                                          | 19.5 (67.1)                                          | 23.0 (73.4)                                          | 24.7 (76.5)                                          | 24.5 (76.1)                                          | 19.0 (66.2)                                          | 13.2 (55.8)                                          | 6.8 (44.2)                                           | 1.5 (34.7)                                           | 13.0 (55.4)                                          |
| 日均气温 °C（°F）                                                | −2.7 (27.1)                                          | −1.5 (29.3)                                          | 2.5 (36.5)                                           | 9.0 (48.2)                                           | 13.8 (56.8)                                          | 17.3 (63.1)                                          | 19.0 (66.2)                                          | 18.5 (65.3)                                          | 13.5 (56.3)                                          | 8.4 (47.1)                                           | 3.3 (37.9)                                           | −1.3 (29.7)                                          | 8.3 (46.9)                                           |
| 平均低温 °C（°F）                                                | −5.7 (21.7)                                          | −4.8 (23.4)                                          | −1.4 (29.5)                                          | 3.8 (38.8)                                           | 8.4 (47.1)                                           | 12.0 (53.6)                                          | 13.7 (56.7)                                          | 13.2 (55.8)                                          | 8.7 (47.7)                                           | 4.4 (39.9)                                           | 0.4 (32.7)                                           | −4.1 (24.6)                                          | 4.1 (39.4)                                           |
| 历史最低温 °C（°F）                                              | −28.5 (−19.3)                                        | −29.5 (−21.1)                                        | −25.0 (−13.0)                                        | −12.1 (10.2)                                         | −5.0 (23.0)                                          | 0.5 (32.9)                                           | 4.5 (40.1)                                           | 2.6 (36.7)                                           | −3.0 (26.6)                                          | −13.2 (8.2)                                          | −17.6 (0.3)                                          | −25.6 (−14.1)                                        | −29.5 (−21.1)                                        |
| 平均降水量 mm（）                                                | 46 (1.8)                                             | 48 (1.9)                                             | 48 (1.9)                                             | 52 (2.0)                                             | 93 (3.7)                                             | 86 (3.4)                                             | 96 (3.8)                                             | 73 (2.9)                                             | 70 (2.8)                                             | 57 (2.2)                                             | 50 (2.0)                                             | 50 (2.0)                                             | 769 (30.3)                                           |
| 平均最大雪深 cm（）                                              | 7 (2.8)                                              | 9 (3.5)                                              | 4 (1.6)                                              | 0 (0)                                                | 0 (0)                                                | 0 (0)                                                | 0 (0)                                                | 0 (0)                                                | 0 (0)                                                | 0 (0)                                                | 1 (0.4)                                              | 4 (1.6)                                              | 9 (3.5)                                              |
| 平均降雨天数                                                     | 9                                                    | 9                                                    | 11                                                   | 14                                                   | 16                                                   | 17                                                   | 16                                                   | 14                                                   | 14                                                   | 14                                                   | 13                                                   | 11                                                   | 158                                                  |
| 平均降雪天数                                                     | 17                                                   | 17                                                   | 11                                                   | 3                                                    | 0.1                                                  | 0                                                    | 0                                                    | 0                                                    | 0                                                    | 1                                                    | 8                                                    | 15                                                   | 72                                                   |
| 平均相對濕度（％）                                               | 83.0                                                 | 81.3                                                 | 76.5                                                 | 69.3                                                 | 70.7                                                 | 74.0                                                 | 74.9                                                 | 76.3                                                 | 79.4                                                 | 80.3                                                 | 83.8                                                 | 85.1                                                 | 77.9                                                 |
| 月均日照時數                                                     | 64                                                   | 79                                                   | 112                                                  | 188                                                  | 227                                                  | 238                                                  | 254                                                  | 222                                                  | 179                                                  | 148                                                  | 56                                                   | 37                                                   | 1,804                                                |
| 来源1：Pogoda.ru.net、世界气象组织（1981年至2010年间的湿度数据） |                                                      |                                                      |                                                      |                                                      |                                                      |                                                      |                                                      |                                                      |                                                      |                                                      |                                                      |                                                      |                                                      |
| 来源2：NOAA（1961年至1990年间的日照数据）                        |                                                      |                                                      |                                                      |                                                      |                                                      |                                                      |                                                      |                                                      |                                                      |                                                      |                                                      |                                                      |                                                      |

## 历史
波蘭王國 1340年—1569年

 波蘭立陶宛聯邦 1569年—1772年

 奧地利帝國 / 奥匈帝国 1772年—1914

 俄罗斯帝国 1914年—1915（佔領）

 奥匈帝国 1915年—1918年

 西烏克蘭人民共和國 1918年

 波兰第二共和国 1918年—1939年

 苏联（乌克兰苏维埃社会主义共和国） 1939年—1941年（佔領）

 納粹德國 1941年—1944年（佔領）

 苏联（乌克兰苏维埃社会主义共和国）1944年—1991

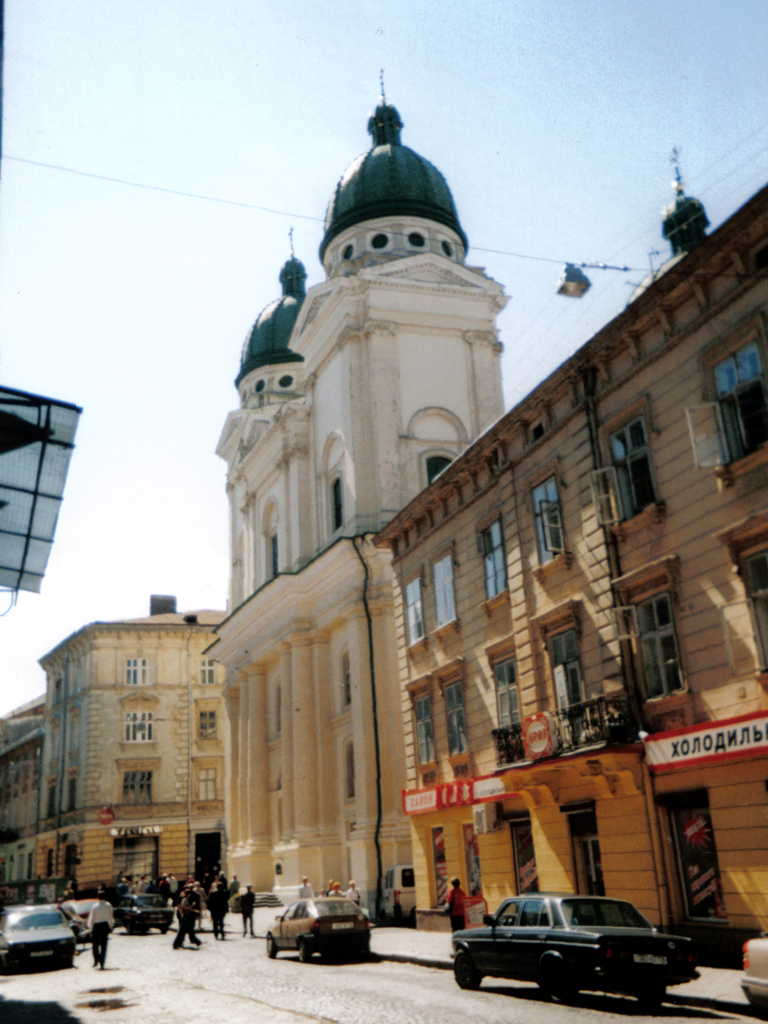
利沃夫老城和显圣容教堂

利沃夫历史上曾经属于许多不同的国家：波兰与波兰-立陶宛联邦，奥地利帝国与奥匈帝国（德语称“伦贝格”）；第一次世界大战后短命的西乌克兰人民共和国；回到波兰；然后是苏联。此外，瑞典和土耳其都曾试图征服该市，但未能取得成功。
1993年的一次考古挖掘显示利沃夫地区至迟在5世纪已有人居住。大约在8世纪，一个西斯拉夫人部落定居于此，9世纪臣服于大摩拉维亚。此后这里成为波兰和基辅罗斯争夺的地盘：从960年到980年，波兰国王梅什科一世控制这一地区。981年，被基辅罗斯的弗拉基米尔大公征服。
不过，利沃夫的城市本身建立于1256年，创建者是鲁塞尼亚的哈雷斯基公爵，以他的儿子列夫命名了这座城镇。利沃夫由于位置适中，发展迅速，在1272年成为公国的首都。1349年，波兰国王卡西米尔三世（公爵的堂兄弟）夺取了该市。1356年，波兰带来了德国市民，并赐给马格德堡权利，允许富裕市民选举成立市议会解决全市问题。随着城市的繁荣，利沃夫成为一个多民族、多宗教混居的城市，吸引了德意志人、亚美尼亚人的商人。各个教派的教堂陆续建造起来。
17世纪，瑞典人和哥萨克人都曾入侵该市。1772年第一次瓜分波兰后，该市称为伦贝格，成为奥地利加利西亚及洛多梅里亚王国首府。作为波兰（后来改称波兰-立陶宛联邦）的一部分，利沃夫成为鲁塞尼亚总督区的首府。

### 波兰立陶宛联邦

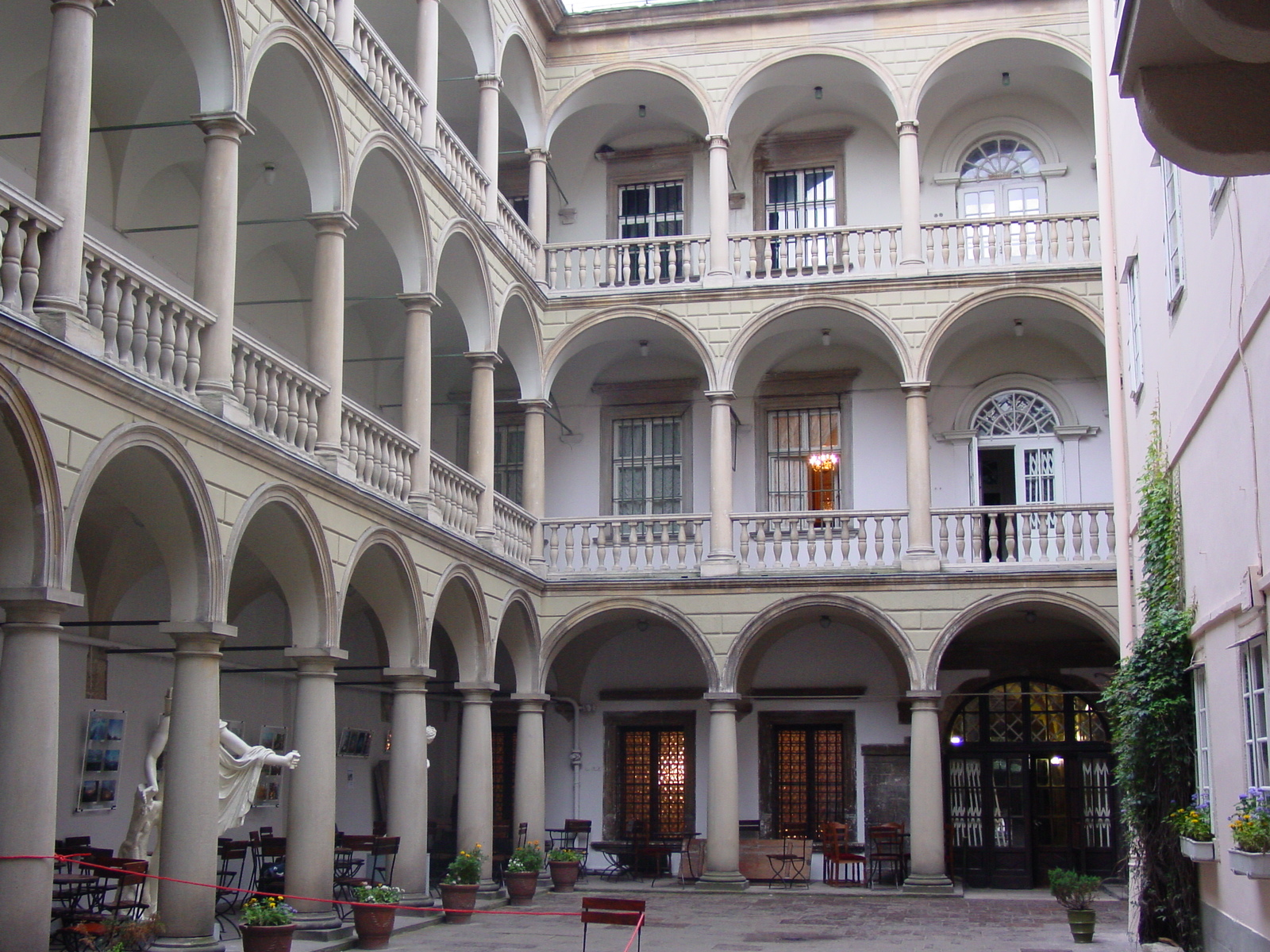
扬三世·索别斯基的科爾尼亞克特宮

作为波兰（以及后来的波兰立陶宛联邦）的一部分，利沃夫成为了鲁塞尼亚省的省会。受益于“过境权”以及黑海和波罗的海之间的货物运输，在随后的几个世纪中，城市的人口增长迅速，利沃夫很快成为一个多民族和多宗教的城市，以及文化，科学和贸易的重要中心。
该市的防御工事得到加强，利沃夫成为从东南方守卫联邦的重要堡垒。曾有三个总主教区设在该市：罗马天主教（约1375年）、希腊天主教和亚美尼亚天主教。该市拥有众多的种族，包括德国人、犹太人、意大利人、英格兰人、苏格兰人等等。自从16世纪，该市的宗教团体又增加了强大的新教徒。到17世纪上半叶，全市约有25〜30万居民，大约有30个工匠行会，涉及一百多个不同的行业。

### 奧地利管治

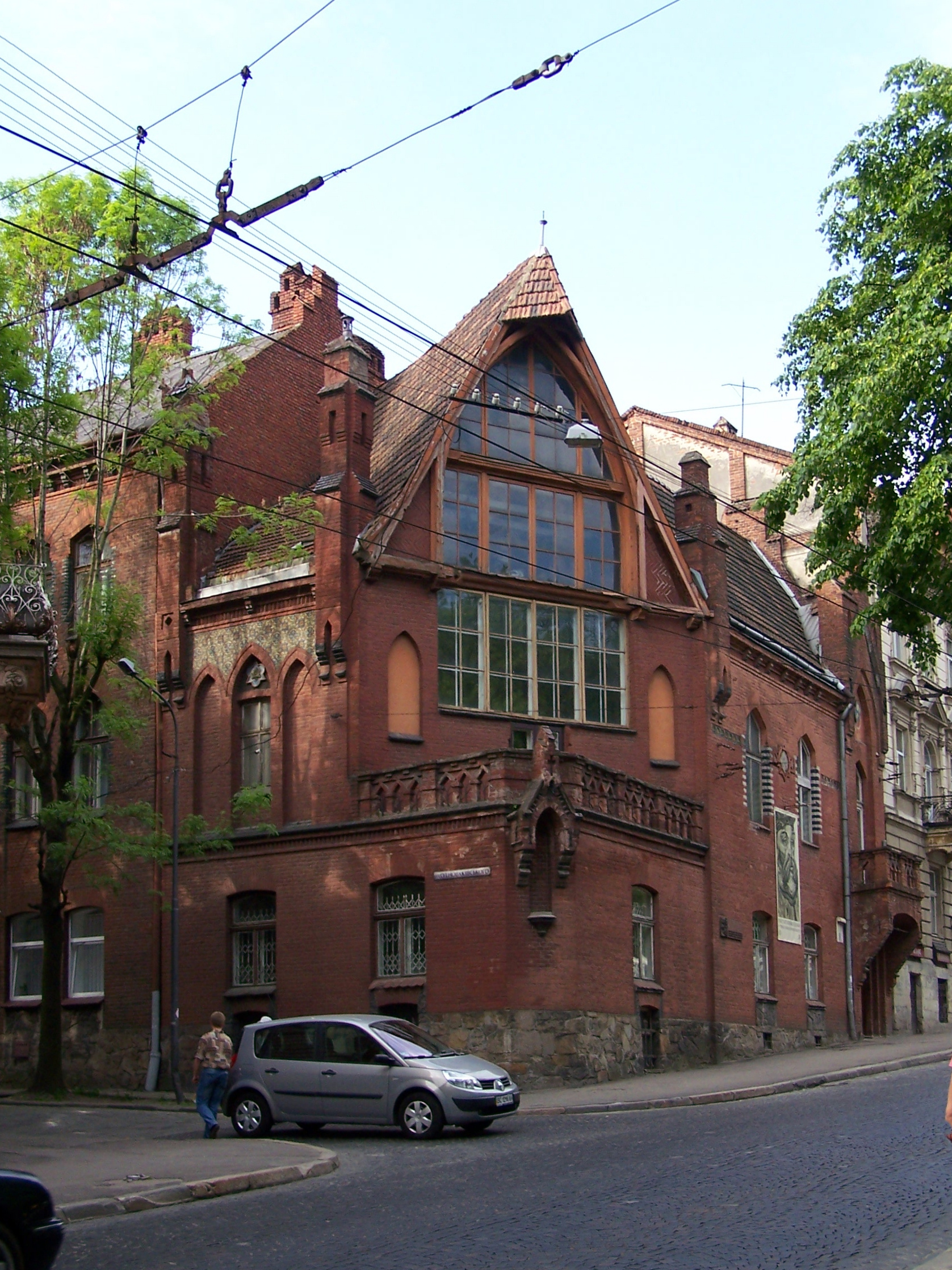
Jan Styka House

1772年奧地利、俄羅斯和普魯士瓜分波蘭立陶宛聯邦，从此该市改名伦伯格，成为奥地利的加利西亚和洛多梅里亚王国首府。官方语言改为德语，市政机构大部分职位被德意志人和捷克人获得，不过该市仍然是波兰文化和乌克兰文化的主要中心。奥地利的初期统治相当宽松，1784年，约瑟夫二世重開利沃夫大学，以拉丁语、德语和波兰语授課，從1786年起乌克兰语也成為授課語言之一。
19世纪初，奧地利帝國政府开始推行日尔曼化，1805年关闭了大学，到1817年重新开放时已经完全德国化。

### 20世纪
第一次世界大战期间，1914年9月，俄国人夺取了该市。不过1915年6月奥匈帝国又将它收复。

### 波兰第二共和国

#### 波乌战争
| 宗教       | 人口    | 比例  |
| ---------- | ------- | ----- |
| 罗马天主教 | 198,212 | 63.5% |
| 犹太教     | 75,316  | 24.1% |
| 东仪天主教 | 35,137  | 11.3% |
| 其他       | 3,566   | 1.1%  |
| 总计       | 312,231 |       |

第一次世界大战结束时，1918年10月18日，哈布斯堡王朝的奥匈帝国政府突然崩溃。该市成为当地乌克兰人和波兰人冲突的场所。11月1日，当地乌克兰人宣布成立西乌克兰人民共和国，首都就设在利沃夫。当地波兰居民不满乌克兰人的统治，奋起反抗，并获得波兰后方的支持。到1919年7月，波兰武装力量将乌克兰武装力量驱逐到茲布魯奇河以东。1920年4月波乌两国签署协议，乌克兰承认波兰对利沃夫地区的统治。

#### 波苏战争
在波兰第二共和国期间，利沃夫是波兰第二大城市。这一时期，该市经历了波苏战争。波兰第二共和国政府削弱了当地乌克兰人的权利，关闭了许多乌克兰学校。

### 苏德瓜分波兰
1939年9月1日，纳粹德国入侵波兰，9月12日，德国第一山地师抵达利沃夫郊外，开始围城。该市守军收到命令死守，最終利沃夫被入侵的苏军佔領。1941年德軍佔領利沃夫。1944年7月，红军發動利沃夫-桑多梅日攻勢，奪回利沃夫，並逮捕效忠波蘭流亡政府的波蘭家鄉軍在當地的指揮官。
苏联接管以后，波兰抵抗组织成员被强征进入苏联控制的波兰人民军，否则就关入监狱。

#### 清洗犹太人
在战前，利沃夫的犹太人数量居波兰城市第三位，随着战争难民的流入，最后犹太人的人数超过了20万。德国人一进入该市，就立即屠杀犹太人，声称是报复蘇聯内务人民委员会的屠杀（其实犹太人同样遭到内务委员会的清洗）。许多学者指出许多屠杀是由乌克兰民族主义者所为。然而，凶手与乌克兰民族主义者组织的关系尚有待商榷。在1941年六月底到七月初历时四个星期的大屠杀期间，近4000犹太人被杀害。1941年7月25日，发生了第二次大屠杀，称为“彼得留拉日”，得名于西蒙·彼得留拉；2000名以上犹太人在利沃夫被杀。
利沃夫隔都在大屠杀后建立起来，居住了12万犹太人，其中大部分都送到了贝尔赛克灭绝营，或在其后的两年中在当地被杀害。继大屠杀之后，别动队杀戮、隔都艰苦的生活条件，以及送往灭绝营，包括城市郊区的賈諾斯卡（Janowska）劳改营，导致犹太人几乎完全被消灭。到1944年苏联军队奪回利沃夫时，只有200-300名犹太人仍然活着。
不過當時许多市民是有冒着被判处死刑的危险，协助和藏匿起被纳粹追杀的犹太人——當地的烏克蘭人和其他居民藏匿了成千的犹太人，他们中许多人后来宣布为國際義人。而乌克兰希腊天主教都主教有為拯救猶太社區成員付出巨大貢獻。

### 苏联时期
战后，利沃夫又成为乌克兰苏维埃社会主义共和国的一部分。苏联进行了大规模的人口迁徙，原来占人口主体的波兰居民遭到驱逐，安置到波兰刚从德国得到的西部领土（特别是弗罗茨瓦夫），那里原来的德国居民均被驱逐，或因担心苏联的报复而逃走。利沃夫原有的德意志少数民族也均被转移或处死。这次人口大迁徙彻底的改变了该市的民族构成。
二战结束以后，苏联开始按照规划，在新得到的领土上（如波罗的海国家和利沃夫）布置了一批重要的工业，如利沃夫公共汽车制造厂是苏联最大的公共汽车制造厂，有3万名工人；还有著名的电视机生产厂家Zavod Elektron、鞋厂Obuvnaya Fabrika Progress、糖果厂Svitoch，每个厂的工人都在1万人以上。这些工厂往往是从乌拉尔地区等遥远的地方搬迁而来，因此利沃夫接纳了不少来自苏联各地的新移民，也有许多移民是来自城市附近说乌克兰语的农村地区。同时利沃夫的城市规模有了显著扩大。按照斯大林俄罗斯化政策的要求，1946年，乌克兰东仪天主教会将所有教区交给俄罗斯东正教会。

### 乌克兰独立后
今天的利沃夫是烏克蘭全國第五大及西部最大城市，亦是其重要文化、經濟和政治中心。
2022年俄烏戰爭期間，烏克蘭由於首都基輔受到俄羅斯及白俄羅斯重大威脅，將大部份政府機關遷至西部重鎮利沃夫，不少歐美國家之領事機構亦有隨其遷館，成為事實上的陪都。

## 交通

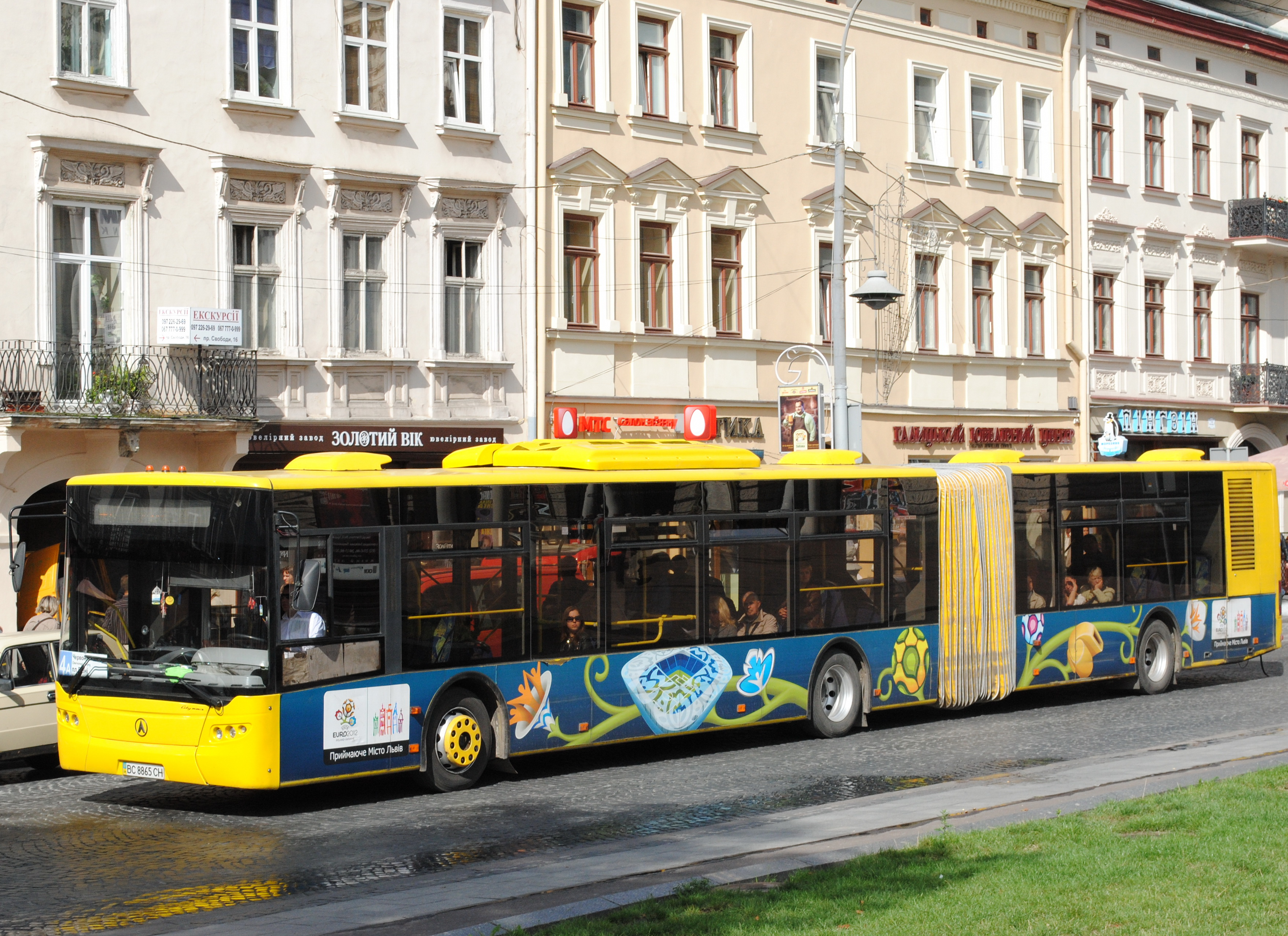
大型客车«CityLAZ-20LF»上Svobody大道 (2013)

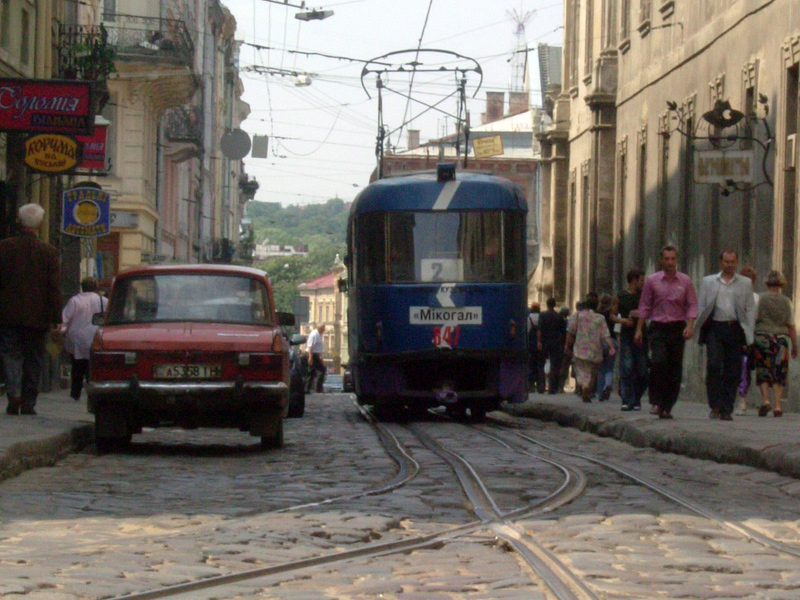
有轨电车开行在老城的鹅卵石街道上 (2005)

利沃夫是一个铁路枢纽，从城市放射出9条铁路。每天从利沃夫火车总站发出很多班次的列车，可以到达乌克兰大部分城市。由于靠近乌克兰西部边界，每天也有几个班次的列车开往波兰的克拉科夫、斯洛伐克的科希策和匈牙利的布达佩斯，其中基辅与克拉科夫之间开行的是豪华列车。按照西欧标准，火车的速度都很慢，许多班次都是通宵线路，设有卧铺车厢。不过车票价格即使按照乌克兰标准也是非常便宜，例如从利沃夫到匈牙利、斯洛伐克边境有数百千米的距离，但票价只有几欧元。
除了广泛的铁路联系以外，经由航空也可到达利沃夫。利沃夫基利茨基国际机场距离市中心只有6千米。
利沃夫的第一条有轨电车线路通车于1880年5月5日。1894年5月31日，最后一条以马为动力的线路实现了电气化。1922年，电车系统改为靠右行驶。1944年7月的利沃夫—桑多梅日攻势以后，该市并入乌克兰苏维埃社会主义共和国，关闭了一些线路，但大部分线路被保留了下来。目前，利沃夫有轨电车约有220辆车，75千米轨道。大部分轨道状况不佳，电车车辆情况尚好，但在高峰时间经常发生拥堵。
1952年11月27日，开始在市中心用无轨电车取代有轨电车。此后又开辟了通往郊区公寓的一些新线路。目前，利沃夫的无轨电车约有220辆车，大部分是1960年代的车型。
利沃夫的公共汽车网络发展不够完善，线路稀少，而且价格相对便宜。小巴经营的郊区线路能到达该地区大部分城镇，也包括位于波兰边境的舍希尼。

## 文化
1998年，联合国教科文组织将利沃夫历史中心列入世界遗产名录。理由见例如：
Criterion ii：利沃夫的城市结构与建筑是东欧、意大利、德国建筑和艺术融合的一个突出代表。
Criterion v：利沃夫的政治和商业地位吸引了众多有着不同文化和宗教传统的民族，他们建立了虽然不同却相互依赖的社会团体，这遗风在现代城市中仍可发现。 

### 建筑
利沃夫的历史建筑可追溯到13世纪。此后几个世纪中，该市在数次战争和入侵中被宽恕，而其他许多乌克兰城市均被摧毁。它的建筑反映了欧洲各国和不同历史时期建筑风格的影响。经过 1527年和1556年的2次大火，利沃夫丧失了大部分哥特式建筑。这里保存了大量文艺复兴、巴洛克建筑和古典主义建筑风格的代表建筑。维也纳分离派、新艺术运动和装饰艺术運動艺术家的作品也被保存了下来。
许多古代遗留的各种风格的城堡和教堂点缀着该市市中心的风景，这些建筑上布满许多石雕。

### 宗教

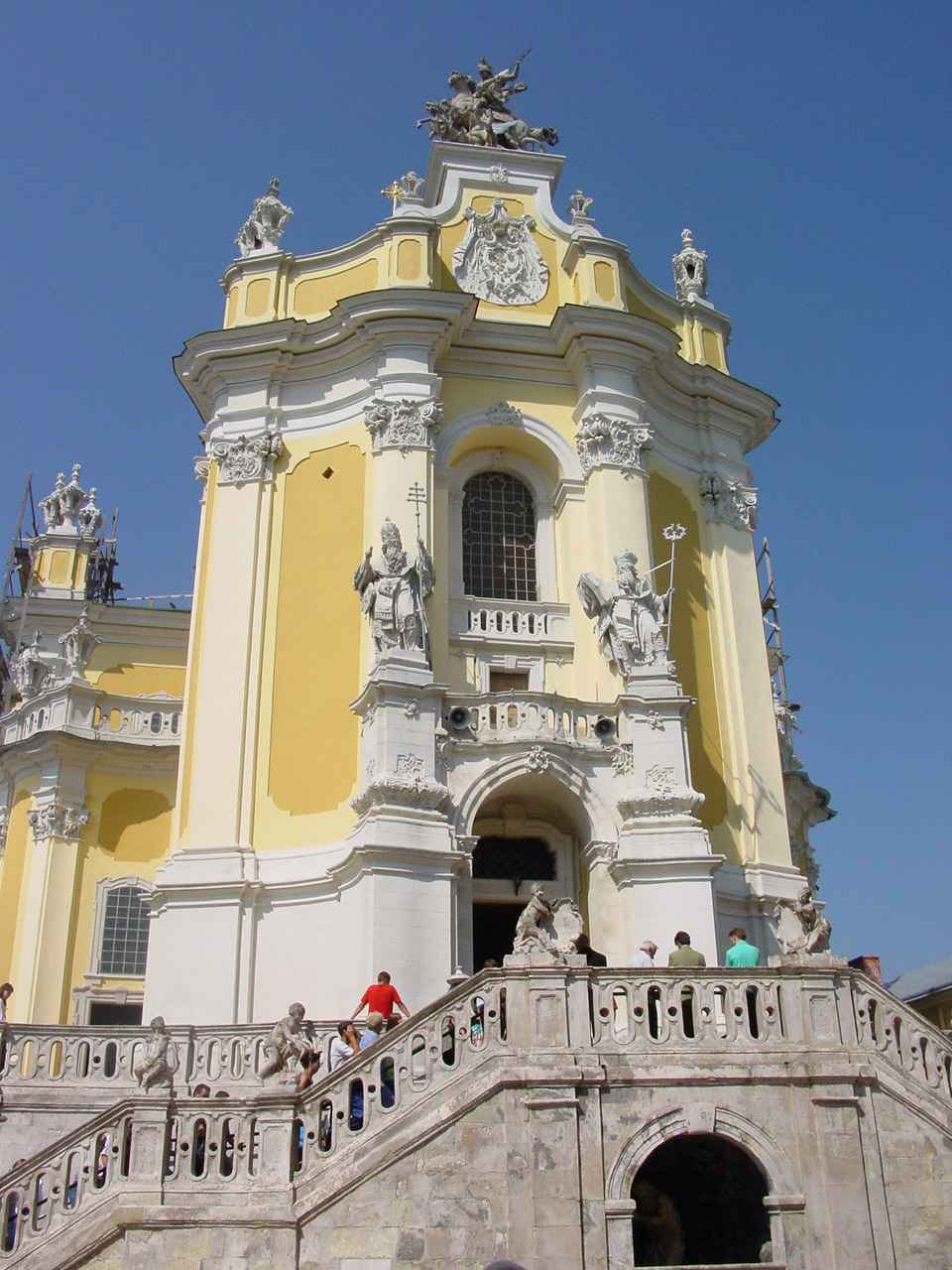
乌克兰东仪天主教会利沃夫圣乔治主教座堂的正立面

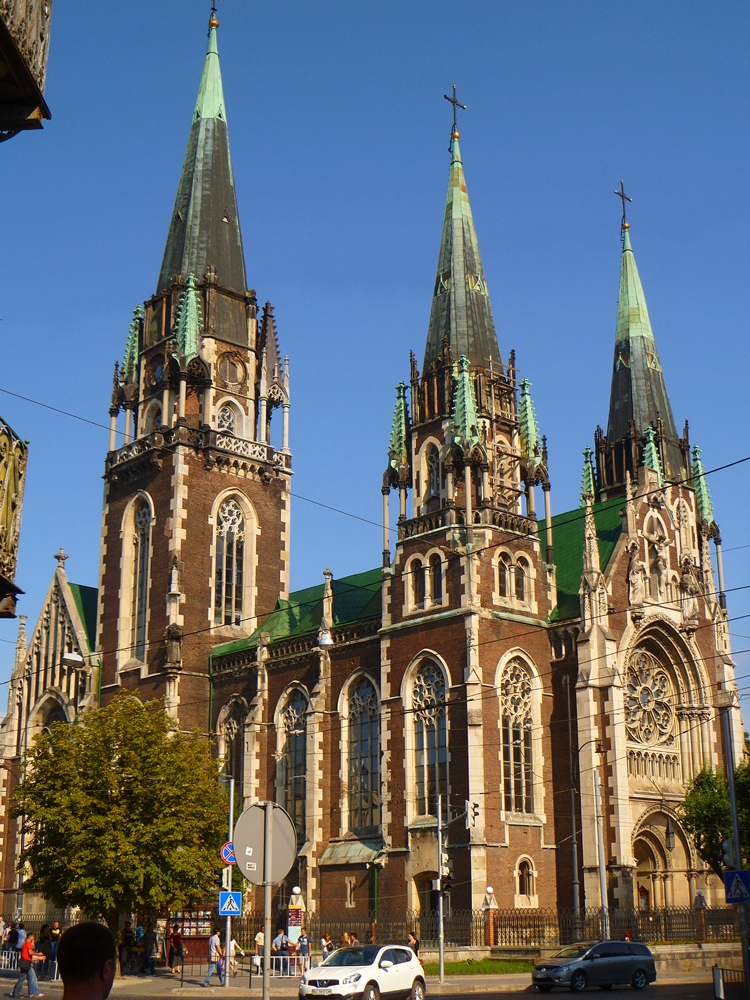
圣伊丽莎白教堂

利沃夫是乌克兰重要的宗教中心。该市是罗马天主教在乌克兰的主要中心，也是2005年8月21日之前乌克兰东仪天主教会的中心。在所有宗教建筑中，大约35%属于乌克兰东仪天主教，11.5%属于乌克兰自治东正教会，9%属于烏克蘭正教會—基輔宗主教聖統，还有6%属于拉丁礼仪的罗马天主教。
截至2005年，利沃夫是唯一拥有2位枢机主教的城市：乌克兰东仪天主教会的盧博米爾·胡薩爾枢机，和罗马天主教的瑪利亞諾斯·雅沃爾斯基枢机。
2001年6月，教宗若望保禄二世访问利沃夫，他参观了利沃夫拉丁礼仪主教座堂、圣乔治主教座堂以及亚美尼亚教会主教座堂。

### 博物馆与美术馆
利沃夫还有许多博物馆和美术馆，其中最著名的有利沃夫国家美术馆、宗教博物馆（前无神论博物馆）和国家博物馆（前工业博物馆）。

### 体育
历史上，利沃夫是中欧最重要的体育中心之一。第一个足球职业俱乐部Czarni Lwów成立于1903年，第一座体育场开放于1913年。目前，利沃夫拥有几个重要的足球职业俱乐部和许多小型俱乐部。利沃夫喀爾巴阡足球俱樂部建於1963年，現參加烏克蘭足球超級聯賽賽事。

## 友好城市
| 城市       | 國家     | 年   |
| ---------- | -------- | ---- |
| 溫尼伯     | 加拿大   | 1973 |
| 弗賴堡     | 德国     | 1989 |
| 熱舒夫     | 波蘭     | 1992 |
| 羅奇代爾   | 英国     | 1992 |
| 布達佩斯   | 匈牙利   | 1993 |
| 里雄萊錫安 | 以色列   | 1993 |
| 普熱梅希爾 | 波蘭     | 1995 |
| 克拉科夫   | 波蘭     | 1995 |
| 諾威薩     | 塞爾維亞 | 1999 |
| 撒馬爾罕   |          | 2000 |
| 庫塔伊西   |          | 2002 |
| 弗罗茨瓦夫 | 波蘭     | 2003 |
| 羅茲       | 波蘭     | 2003 |
| 巴尼亞盧卡 |          | 2004 |
| 盧布林     | 波蘭     | 2004 |

## 经济
利沃夫的市场经济在乌克兰算是发展较快，这与它人口规模较大有关（是乌克兰最大的城市之一）。
目前该市经济是苏联结束以后发展中城市的一个典型。利沃夫存在许多问题，基础设施、街道失修，污染，包括周末市中心严重的汽车污染，腐败问题，供水不正常，特别是热水供应困难。 
根据乌克兰经济部统计，利沃夫州平均工资水平略低于全国平均水平，2006年9月为1004.1 UAH（约200 美元）。
根据世界银行分类标准，利沃夫属于下中等收入城市。
儘管這城市面臨許多挑戰，市內還是十分繁忙的；街道上充滿活力。街上擠滿了出售蔬菜、水果、肉類、糕餅、書籍、成衣和旅遊紀念品的小販，已經完全拋棄了蘇聯時期的體制。有許多餐館和商店，出售各種貨物，包括西方製造的昂貴商品。
利沃夫是過去和現代有趣的混合，經常可以看見一邊是來自鄉下的農民在街上售賣他們的陶器，隔壁是一個位於中世紀建築中的手機商店，出售最新款式的諾基亞手機。
銀行業與金融業規模較大，有許多銀行和交易機構散佈全城，證明利沃夫人已經克服困難，成功地從蘇聯時期經濟轉變為市場經濟。

## 教育

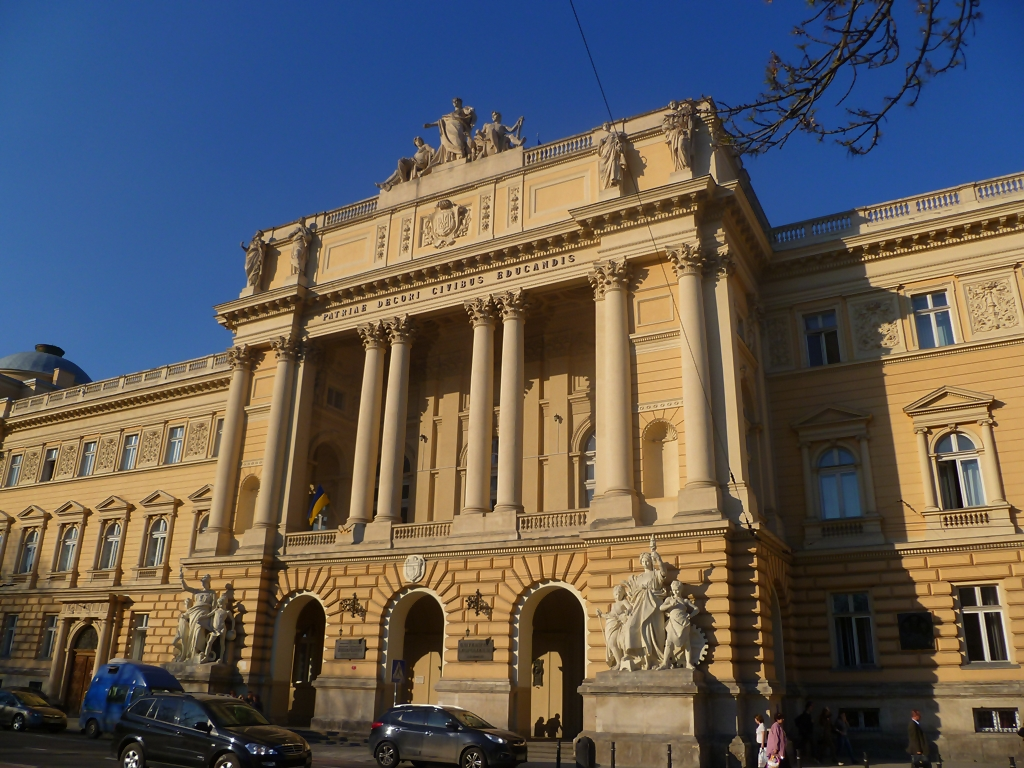
利沃夫大学

利沃夫是乌克兰最重要的教育中心之一，拥有3所重点大学和许多规模较小的高等学校。这里有乌克兰国家科学院的8个机构，40多所研究机构，3所专科学校和11所州立学院。3所大学是：利沃夫大学、利沃夫工艺学院（Національний університет "Львівська політехніка）和乌克兰天主教大学（Український Католицький Університет），其中利沃夫大学是乌克兰最古老的一所大学。

## 旅游

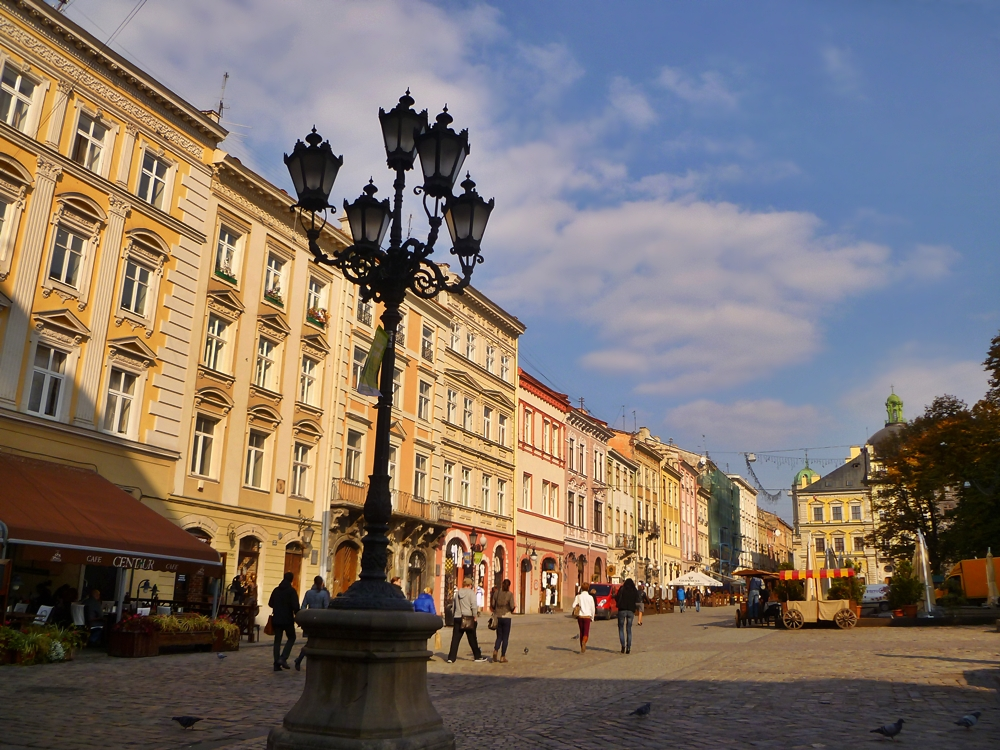
市场广场

利沃夫旧城是该市最主要的游览区，建筑主要集中于此。
- 集市广场，185,000平方米。
  - 班迪内利宮
  - 黑屋
  - 科爾尼亞克特宮
  - 总主教宫
  - 卢博米尔斯基宫
  - 亚美尼亚使徒教会利沃夫主教座堂
- 亚美尼亚礼天主教利沃夫主教座堂
- 东正教圣母安息堂，带有华丽的钟楼
- 圣母升天圣殿总主教座堂（罗马天主教）
- 乌克兰希腊礼天主教圣乔治主教座堂
- 多明我会圣体堂
- 博伊姆小堂
- 利沃夫高城堡，可以俯瞰老城
  - 卢布林联合土丘
- 利查基夫公墓
- 耶稣会教堂
- 利沃夫伯納德教堂
- 利沃夫歌剧芭蕾舞剧院

## 市長

### 波蘭立陶宛聯邦時期
- Peter Stecher
- Janusz translator
- Mateusz Mikułka
- Paweł Kampian
- Stanisław Gąsiorek
- Stanisław Scholz
- Bartłomiej Uberowicz
- Marcin Kampian
- Erazm Sixt
- Jan Alnpeck
- Józef Bartłomiej Zimorowic（英语：Józef Bartłomiej Zimorowic）
- Marcin Anczewski
- Dominik Wilczek
- Józef Jaśkiewicz
- Jakub Bernatowicz（波兰语）

### 哈布斯堡君主國-Austrian Partition（英语：Austrian Partition）
- Marcin Mercenier
- Franciszek Longchamps de Bérier（波兰语）
- Francis Antoni Lorenz (1787-1816)
- Jan Hoffman (1817-1825)
- Jan Homme (1825-1841)
- Emil Gerard Festenburg (1842-1848)
- Michał Gnoiński（波兰语） 1848
- Karol Höpflingen-Bergendorf (1848-1858)
- Franciszek Kröbl（波兰语） (1859-1869)
- Julian Szemelowski（波兰语） (1869-1871)
- Florian Ziemiałkowski（波兰语） (1871–1873)
- Aleksander Jasiński（波兰语） (1873–1880)
- Michał Gnoiński（波兰语） (1880–1883)
- Wacław Dąbrowski（波兰语） (1883–1887)
- Edmund Mochnacki（波兰语） (1887–1896)
- Godzimir Małachowski（英语：Godzimir Małachowski） (1896–1905)
- Michał Michalski（波兰语） (1905–1907)
- Stanisław Ciuchciński（波兰语） (1907–1911)
- Józef Neumann（波兰语） (1911–1914)
- Tadeusz Rutowski（波兰语） (1914–1915, 1918)

### 波兰第二共和国
- Władysław Stesłowicz（波兰语） (1919)
- Józef Neumann（波兰语） (1919-1927)
- Jan Strzelecki (1927-1928)
- Otto Nadolski（波兰语）
- Jan Brzozowski-Haluch（波兰语） (1930–1931)
- Wacław Drojanowski（波兰语） (1931-1936)
- 斯坦尼斯瓦夫·奥斯特洛夫斯基 (1936–1939)

副市長
- Wawrzyniec Kubala（波兰语） (1931-1935) [來源請求]
- Zdzisław Stroński（波兰语） (1932-)
- Roman Dunin（波兰语）
- Wiktor Chajes（波兰语）
- Franciszek Irzyk（波兰语）
- Jan Weryński（波兰语）
- Michał Kolbuszowski

### 第二次世界大戰
苏联吞并的波兰领土
- Fyodor Jeremenko (1939-1941)

纳粹德国和苏联对波兰的占领
- Jurij Polanśkyj（波兰语） (1941)
- Hans von Kujath (1941-1942)
- Egon Höller (1942-1944)

### 乌克兰苏维埃社会主义共和国
- Paweł Boyko (1944–1945)
- Petro Taran (1945–1948)
- Vasyl Nikolaenko (1948–1951)
- Kostiatyn Boyko (1951–1956)
- Petro Owsianko (1956–1958)
- Spirydon Bondarchuk (1958–1959)
- Vasyl Nikolaenko (1959–1961)
- Roman Zawerbnyj (1961–1963)
- Apołłon Jagodzinski (1963–1971)
- Roman Musiejewski (1971–1975)
- Wjaczesław Sekretariuk (1975–1980)
- Volodymyr Pechota (1980–1988)
- Bohdan Kotyk（波兰语） (1988–1991)

### 烏克蘭
自1998年以来，利沃夫市市长通过民主直接选举产生，同时還要兼任市议会执行委员会主席和利沃夫市议会主席。
- Wasyl Szpicer（波兰语） (1991–1994)
- Vasyl Kuybida（英语：Vasyl Kuybida） (1994-2002) (from 1998 the mayor of Lviv elected in direct elections)
- Lubomyr Buniak (2002-2005)
- Zinowij Siryk (2005-2006)
- 安德里·薩多維 (2006-)[20][21]

## 建城750周年纪念
2006年9月，利沃夫庆祝建城750周年。主要的一项庆祝活动就是在利沃夫歌剧芭蕾舞剧院周围舉辦。